# كيسوكي كوريهارا
كيسوكي كوريهارا (باليابانية: 栗原 圭介) (مواليد 20 مايو 1973)، هو لاعب كرة قدم ياباني سابق كان يلعب كلاعب وسط.

## وصلات خارجية
- كيسوكي كوريهارا على موقع رابطة كرة القدم اليابانية للمحترفين (اليابانية)
- كيسوكي كوريهارا على موقع قاعدة بيانات كرة القدم.إي يو (الإنجليزية)
- كيسوكي كوريهارا على موقع Soccerway.com (الإنجليزية)
- كيسوكي كوريهارا على موقع عالم كرة القدم.نت (الإنجليزية)
- كيسوكي كوريهارا على موقع كووورة